# Episporogoniella muscigena
Episporogoniella muscigena är en svampart som först beskrevs av Speg., och fick sitt nu gällande namn av U. Braun 1994. Episporogoniella muscigena ingår i släktet Episporogoniella, divisionen sporsäcksvampar och riket svampar.   Inga underarter finns listade i Catalogue of Life.